# サントリーローヤル
サントリーローヤルは、サントリースピリッツが製造し、サントリー酒類（二代目）が販売する純国産ブレンデッド・ウイスキー（日本洋酒酒造組合の定めるジャパニーズ・ウイスキーの表示基準に合致した商品）の一つである。
プレミアムクラスのブレンデッド・ウイスキーとして、その名を知られており、鳥井商店として1899年に創業した寿屋（1963年サントリーと改称）の創業60周年を記念して1960年に発売された。

## 歴史
寿屋の創業者であり、初代マスターブレンダーでもある鳥井信治郎が長年にわたるウイスキーづくりの過程で、自身が培った香り・味・色の「黄金比」を体現化した一品である。漢字の「酒」のつくりの部分にあたる「酉」のカタチをボトルに模り、栓を神社の鳥居に見立て、寿屋渾身の自信作として、世に送り出される。
発売当時はオールドより上のクラスのウイスキーとして発売されたため、途方もない値段がつき、一部の富裕層が主に贈答用として買うということが多かったが、やがて1980年代中期以降より、サントリーが様々なタイプのウイスキーを送り出した（例・山崎、白州、響など）ことや、また1998年の酒税法改正に伴い、値段が下がったことで、一般層にも買うことが出来るようになり、世間に浸透するようになった。
国産ウイスキーの父、鳥井信治郎の遺作となったウイスキーでもあり、この一品が世に送り出された2年後の1962年、鳥井は次男の佐治敬三に後の寿屋の舵取りを頼みつつ、その試行錯誤の生涯に幕を下ろした。

## その他

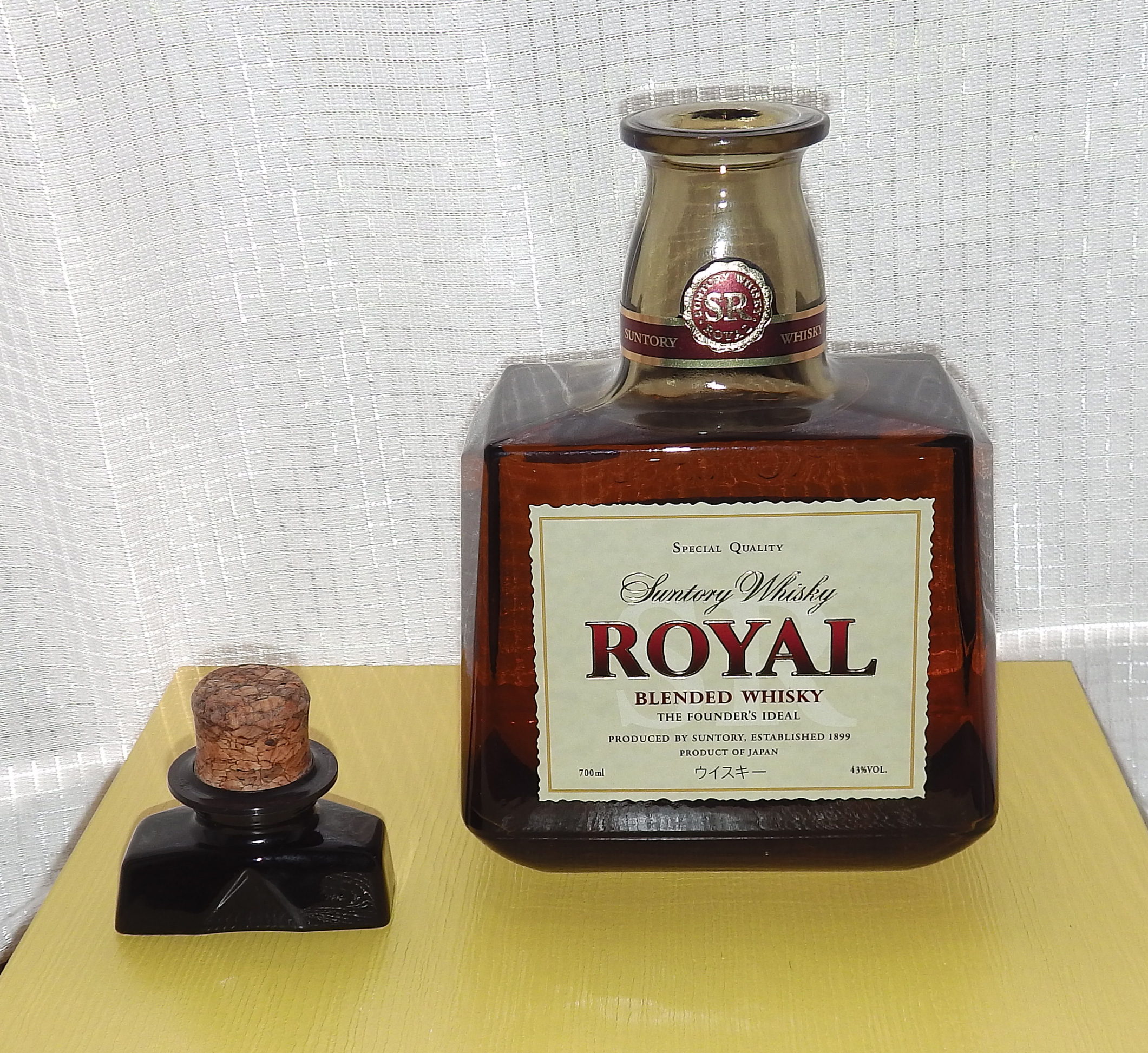
ローヤルのコルク栓

- 1960年の発売以来、主となるボトルのデザインは、1990年頃にスリムボトルが登場し、2007年に曲線を描いたボトルにリニューアルした以外は、基本的に変わっていないものの、ラベルの変更は1980年代以降頻繁におこなわれるようになる。発売当時はサントリーの創業60周年と、発売年の1960年を引っ掛けた「'60」という数字をラベルに記していた。
- その後、1980年代中期に「'60」ラベルから、サントリーローヤルの英語表記であるSUNTORY ROYALの頭文字をそれぞれ取った「SR」ラベルに変わる。1995年に青のローヤル（12年ものの青ラベル）が登場。1997年にリニューアルし、酒齢12年（プレミアムは15年）以上の原酒が中心となったことで、ラベルには2008年8月まで「AGED 12 YEARS」という記載がなされた。2002年に、メタリック調のやや明るい色で復活し、2007年のリニューアルで、背景の文字表記は再び姿を消していたが、2008年9月の値上げに伴うラベルのマイナーチェンジで、非常に見づらいながらも復活している。このマイナーチェンジで、首掛けがラベルに印刷されるようになるとともに無くなっている。なお、これによりサントリーから創業90周年を記念して発売され、同じく12年ものウイスキーの一つであったサントリークレスト12年は2006年をもって製造中止となった。
- テレビCMも過去多数がつくられ、中でも1983年から1985年にかけて、テレビ放映されたアルチュール・ランボー､アントニオ・ガウディ、グスタフ・マーラー、アンリ・ファーブルらの偉人を取り上げたCMは、今でも人々によく知られている。他にも1980年から1982年に放映されたアーネスト・ヘミングウェイ、ジョン・スタインベックらが書いた小説の世界に題材に、森山周一郎がナレーションを担当した「男はグラスの中に、自分だけの小説を書く事が出来る」のシリーズCMも有名である。
- またサントリーは1970年代から1990年代中期まで、お中元・お歳暮用にむけてCMを放映していたことでも知られ、特にローヤルは、オールドやリザーブと並んで、贈答用というイメージの高いウイスキーでもある。これらのCMも数多くのモノがつくられているが、中でも1983年から1984年に放映され、山下達郎がCM用に書き下ろしたアカペラ曲「I LOVE YOU」をBGMに、ロバート・シールズがパントマイムをしていたCMや、1985年に鹿賀丈史がステファン・カルカットと共演したCMは人気を博し、贈答向けの売り上げを飛躍的に伸ばすことになった。これまで「贈答」というと、古めかしく、形式ばったイメージが強かったが、その堅苦しいイメージをポップに変えることに成功したのも、一因と言えよう。その他にも同社の社歴ある作家の開高健（1988年頃）をはじめ、小林薫や大地康雄、時任三郎などの俳優も同CMに出演している。
- 以前は現行サイズのボトル（現在は700mlのオリジナルボトル、および660mlのスリムボトル。1997年までは720ml）の他に、贈答用のみでクイーンサイズ（1000ml）が存在した。また数は少ないながらリザーブに似たカタチのボトル（ダンピーボトル、760ml）で発売されていたことがある。